# شعلة الغرور

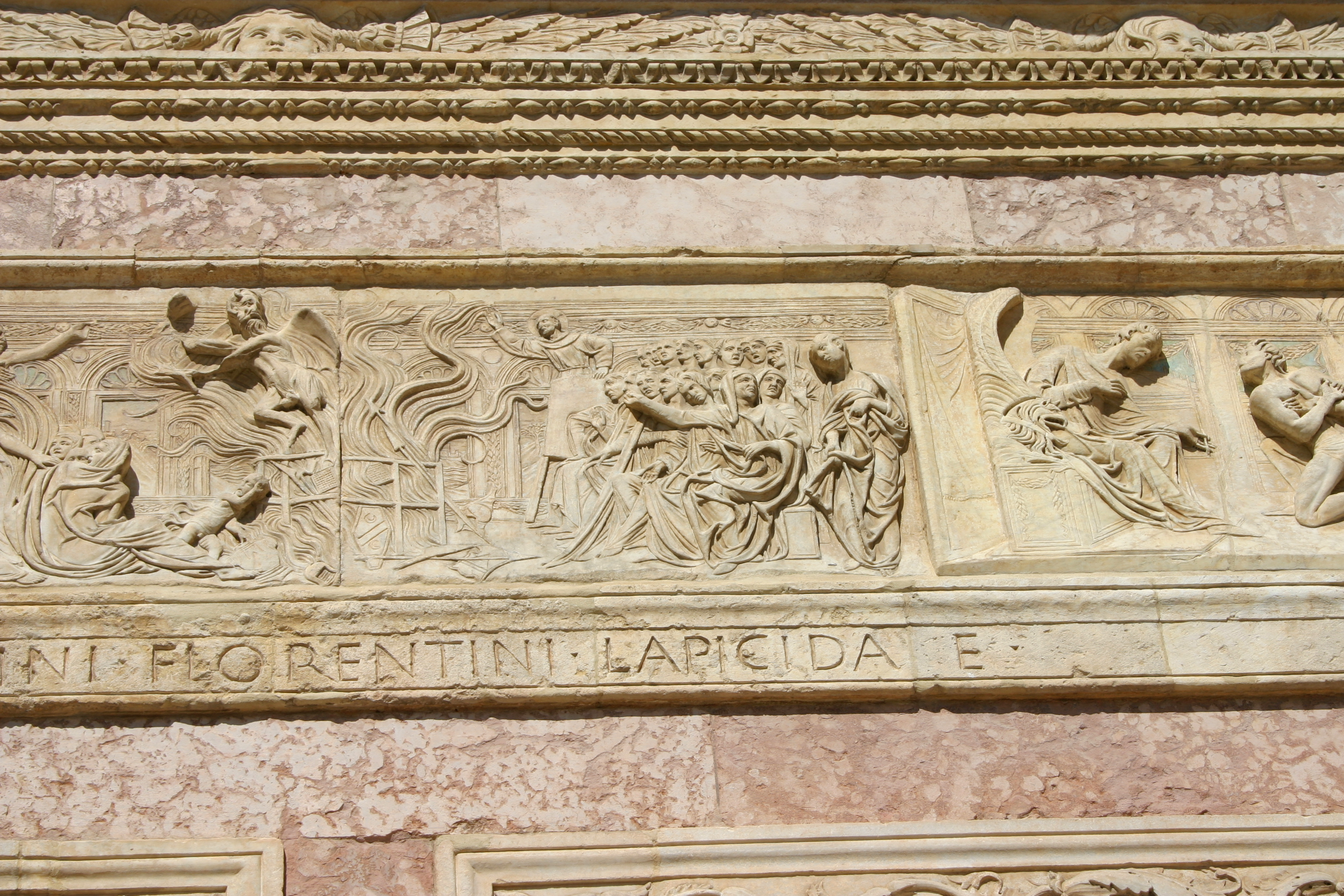

شعلة الغرور (بالإيطالية: Falò delle vanità)‏ تشير إلى حرق ما يعتبر قائدًا للخطيئة. جرت أكثرها سوءًا في 7 فبراير 1497 عندما أحرق أنصار جيرولامو سافونارولا الآلاف من الأشياء مثل مستحضرات التجميل والفن والكتب في فلورنسا في إيطاليا في مهرجان ماردي غرا.